# Liberalna Partia Andory
Liberalna Partia Andory (Partit Liberal d’Andorra) – andorska partia polityczna. LPA jest członkiem Międzynarodówki Liberalnej oraz Europejskich Liberalnych Demokratów i Partii Reform.
W wyborach z 4 marca 2001 wygrała, zdobywając 46.1% głosów, co w przeliczeniu na mandaty w parlamencie dało 16 z 28 miejsc. W ostatnich wyborach parlamentarnych z 24 kwietnia 2005, partia utraciła 2 mandaty i 5 punktów procentowych, zdobywając 41% poparcia, jednak dalej była w stanie utworzyć rząd.
Pierwszym liderem i założycielem partii w 1992 Marc Forné Molné. Forné sprawował funkcję premiera od 1994 do 2005. W 2005, jego miejsce zajął Albert Pintat Santolària, który został nowym premierem.
Po wyborach z 2009, do których przystąpiła jako koalicja Coalició Reformista, znalazła się w opozycji. W 2011 współtworzyła koalicję Demokraci na rzecz Andory na czele z Antonim Martím. Demokraci na rzecz Andory uzyskali zwycięstwo we wcześniejszych wyborach parlamentarnych w 2011, a Antoni Martí objął stanowiska szefa rządu.
W wyborach parlamentarnych w 2019 partia zdobyła 3 miejsce i do Parlamentu wprowadziła 4 posłów.